# فليمنيغ نيلسن (لاعب كرة قدم)
فليمنيغ نيلسن (بالدنماركية: Flemming Nielsen)‏ هو لاعب كرة قدم ومدرب كرة قدم دنماركي، ولد في 16 يوليو 1954، وتوفي في 23 يونيو 2018. لعب مع نادي أودنسه.